# Antonio Ruggero Maria Giorgi
Antonio Ruggero Maria Giorgi (Reggiolo, 19 gennaio 1887 – San Benedetto Po, 23 settembre 1983) è stato un pittore e incisore italiano.

## Biografia
Nel 1905 iniziò a lavorare come imbianchino e dopo il servizio militare si trasferì a Milano lavorando come decoratore. 
A Verona conobbe il pittore Alfonso Monfardini e si iscrisse all'Accademia Cignaroli. A Monaco di Baviera nel 1911 frequentò l'accademia di Heinrich Knirr. Fu a Parigi dal 1912 al 1915, quando deve rientrare in Italia perché obbligato ad arruolarsi. 
La sua prima mostra fu a Torino nel 1919. Nel 1921 iniziò ad interessarsi alla grafica e alla tecnica della puntasecca. Dal 1928 partecipa ad alcune edizioni della Biennale di Venezia. Abbandonata transitoriamente l'attività artistica, quando riprenderà a dipingere vinse il Premio Suzzara conquistando un ruolo preminente nel Neorealismo del secondo dopoguerra. Nel 1974 gli fu dedicata una sala nel Museo civico Palazzo Te a Mantova. 
Il comune di Reggiolo nel 1975 gli dedicò un museo nel palazzo comunale. Sue opere figurano in collezioni pubbliche e private.

## Mostre
- Esposizione Nazionale di Belle Arti a Torino, 1919
- Mostra Artistica Mantovana a Mantova, 1922
- Mostra personale a Mantova, 1923
- IV Mostra d'Arte del Sindacato Artisti Mantovani, 1927
- XVI Esposizione internazionale d'arte di Venezia, 1928
- I Mostra Regionale d'Arte Lombarda a Milano, 1928
- Mostra personale a Praga, 1929
- XVII Esposizione internazionale d'arte di Venezia, 1930
- III Mostra d'Arte del Sindacato Regionale Fascista Belle Arti a Milano, 1932
- XIX Esposizione internazionale d'arte di Venezia, 1934
- XX Esposizione internazionale d'arte di Venezia, 1936
- IX Mostra d'Arte Permanente a Milano, 1938
- Mostra Pittori e Scultori Mantovani a Suzzara, 1946
- XXIV Esposizione internazionale d'arte a Venezia, 1948
- Premio Nazionale a Cremona, 1949
- XXV Esposizione internazionale d'arte a Venezia, 1950
- VI Quadriennale nazionale d'arte di Roma, 1951-1952
- IX Premio Suzzara, 1956
- Mostra personale a Firenze, 1969
- Mostra antologica alla Permanente di Milano, 1976
- Antonio R. Giorgi - antologia 1910-1930 a Mantova, 1978
- Collezionismo mantovano: dall'800 sino ad oggi a Mantova, 1990
- Arte a Mantova 1950-1999 a Mantova, 2000
- Antonio Ruggero Giorgi a San Benedetto Po, 2013[2]